# Симомура, Цутому
Цуто́му Симому́ра (англ. Shimomura Tsutomu; род. 23 октября 1964) — американский учёный и специалист в сфере информационной безопасности, стал известен после того, как вместе с журналистом Джоном Маркоффом помог ФБР найти и поймать известного хакера Кевина Митника.
После ареста Митника Симомура вместе с журналистом Джоном Маркоффом написал книгу о произошедшем — «Взлом», которая в 2000 году была экранизирована.

## Биография
Цутому Симомура родился в 1964 году в Японии. Его отец Осаму Симомура — лауреат Нобелевской премии по химии 2008 года. Цутому вырос в Принстоне, где и окончил старшую школу.
В Калифорнийском технологическом институте одним из его преподавателей был лауреат Нобелевской премии Ричард Фейнман. После окончания Калифорнийского технологического института он начал работать в Лос-Аламоской Национальной Лаборатории, где и продолжил своё практическое образование.
В 1989 году он стал ученым-исследователем в области вычислительной физики в Калифорнийском университете и старшим научным сотрудником в суперкомпьютерном центре Сан-Диего. Симомура также стал известным экспертом по компьютерной безопасности в Агентстве национальной безопасности.
В 1992 году он свидетельствовал перед Конгрессом по вопросам, касающимся конфиденциальности и безопасности информации, передаваемой через мобильные телефоны.
Известность Цутому Симомура получил после событий 1995 года, когда он помог выследить хакера Кевина Митника, взломавшего его домашний компьютер (взлом произошёл 26 декабря 1994 года). Симомура вместе с журналистом Джоном Маркоффом написал книгу о произошедшем — Взлом, которая в 2000 году была экранизирована: «Взлом».
Симомура принял участие в съемках фильма, снявшись в краткой эпизодической роли.
В конце 1990-х годов Симомура работал в компании Sun Microsystems.

## Критика
Кевин Митник поднял правовые и этические вопросы, касающиеся участия Симомуры в деле о его поимке. Джонатан Литтман в 1997 году написал книгу об этом деле, в которой он принял сторону Митника. Его история кардинально отличается от той, которую описывали в своей книге Симомура и Джон Маркофф. В своей книге Литтман заявил о журналистской нечистоплотности Джона Маркоффа и незаконности участия Симомуры. Кроме того, Литтман заявлял, что многие части книги «Взлом» были написаны из корыстных целей авторов.